# Райско Пляскало
Райско Пляскало (Райський водоспад) (бол. Райско пръскало) — найвищий водоспад у Болгарії і всіх Балканах. Його висока 124,5 м. Розташований біля підніжжя гори Ботев (2376 м), що у Старій Планині.

## Галерея

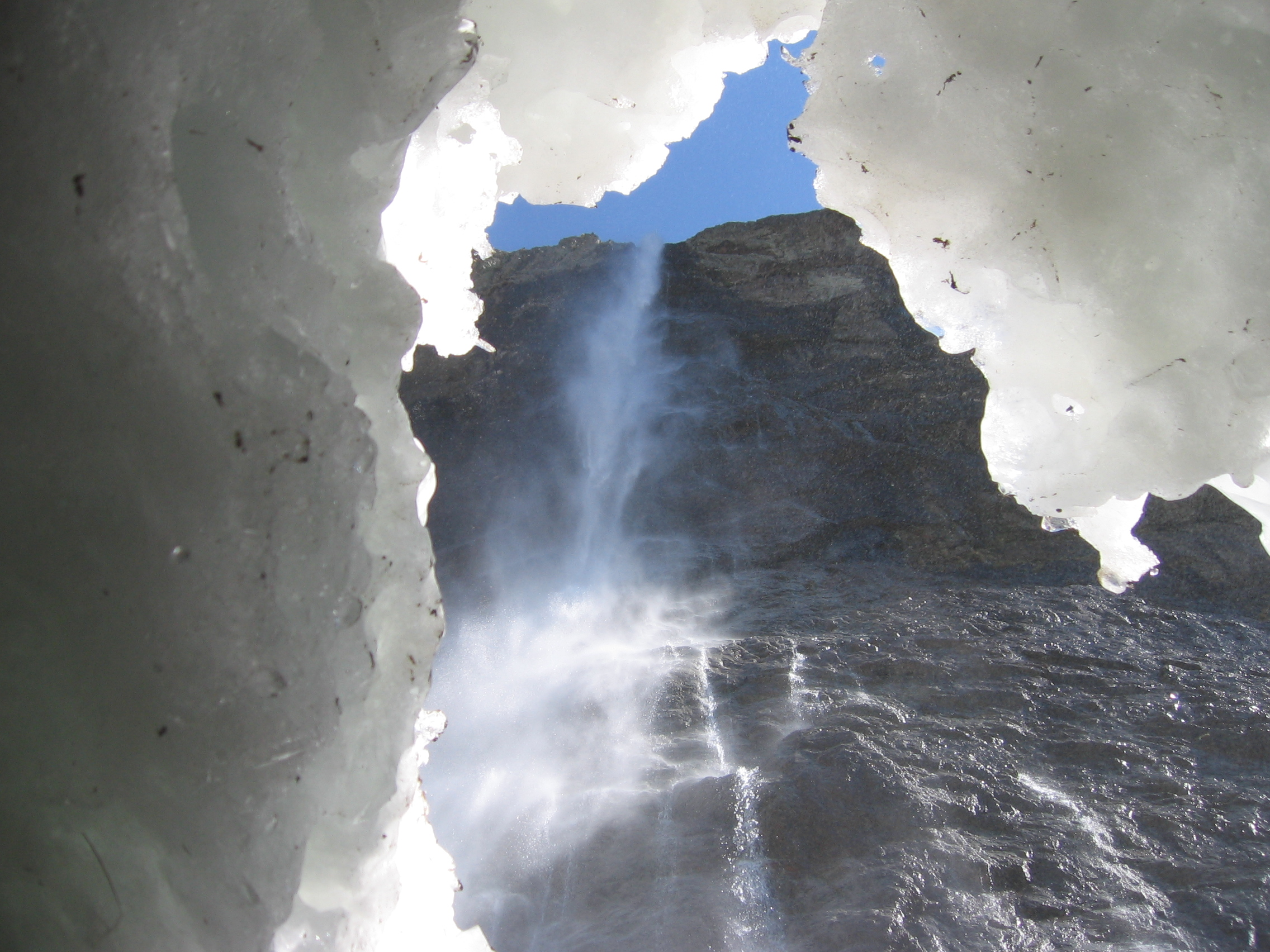
Райско Пляскало
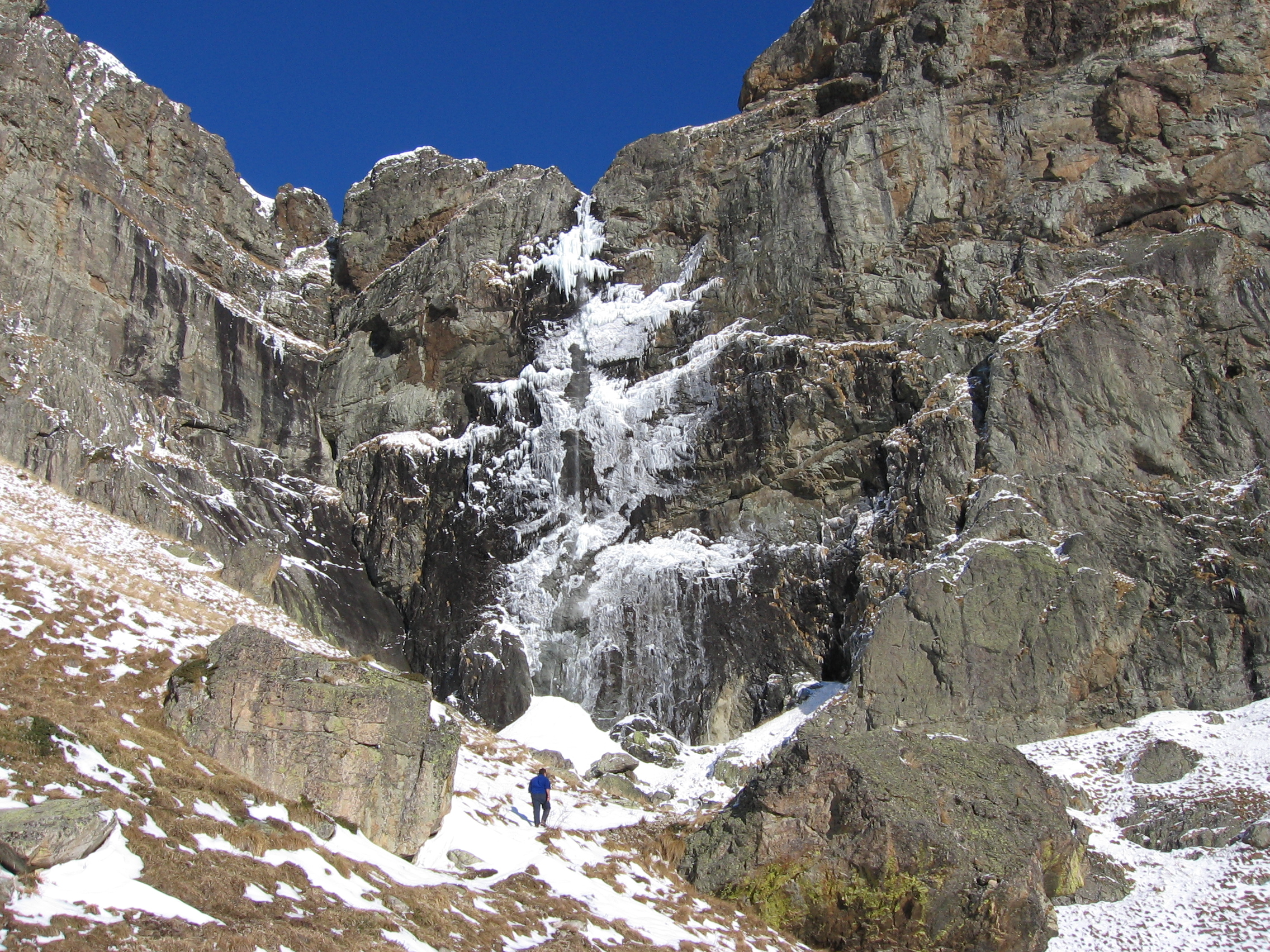
Райско Пляскало взимку
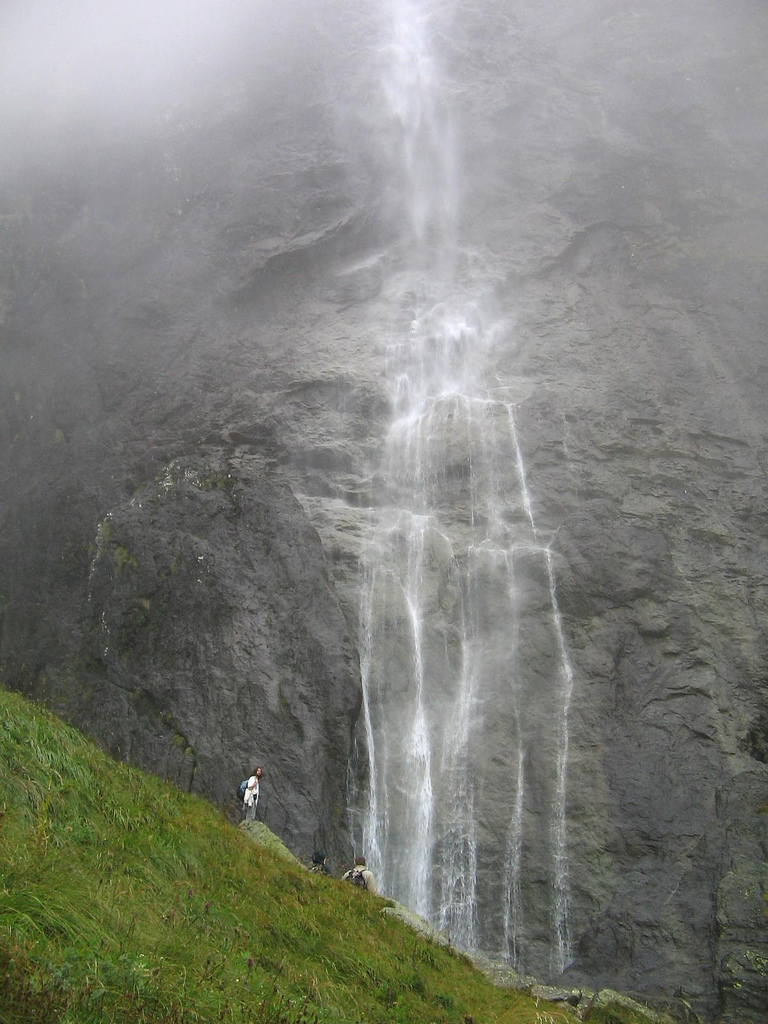
Водоспад Райско Пляскало